# Alejandro Elordi
Juan Alejandro Elordi (26 febbraio 1894 – ...) è stato un calciatore argentino, di ruolo difensore e centrocampista.

## Caratteristiche tecniche
Giocava come difensore sinistro o come centromediano.

## Palmarès

### Club

#### Competizioni nazionali
- Primera División (AAm): 1

Huracán: 1922